# Кариуки, Джемайма
Джемайма Кариуки (род. XX век) — кенийский врач, специализирующаяся на профилактической медицине, охране здоровья матери и ребёнка. Во время пандемии COVID-19 она организовала службу скорой помощи, которая позволила беременным женщинам получить доступ к охране материнства. В 2020 году она была включена в список 100 женщин BBC.

## Карьера
Кариуки — акушёр-гинеколог в Национальной больнице Кениата при Университете Найроби. Она основательница Клуба мира, созданного в ответ на насилие после выборов в 2007 году, и Клуба общественного здоровья, который занимается профилактикой рака шейки матки и повышением осведомлённости о нём.
Во время пандемии COVID-19 в Кении она, будучи акушеркой, заметила резкое снижение числа рожениц одновременно с ростом осложнений, особенно после комендантского часа. Кения — одна из стран с самым высоким уровнем смертности как матерей, так и детей, и комендантский час, по мнению экспертов, усугубил ситуацию. Кариуки поняла, что доступ к медицинской помощи задерживается из-за ограниченных возможностей транспортировки. Первоначально она использовала платформу социальных сетей Twitter, чтобы попросить поддержку у государственных организаций и частных компаний для транспортировки будущих родителей в больницу. Эта идея привела к созданию бесплатной службы скорой помощи Wheels for Life.

## Награды
23 ноября 2020 года Кариуки вошла в список 100 самых влиятельных женщин года по версии Би-би-си.
25 мая 2021 года получила Премию Генерального директора ВОЗ General’s Award for Global Health 2021 в знак признания её вклада в укрепление глобального здравоохранения.